# جيمي لوشيني
جيمي لوشيني (بالإنجليزية: Jamie Luchini)‏ هو لاعب كرة قدم أمريكي في مركز الهجوم، ولد في 10 أغسطس 1994 في بيتسبرغ في الولايات المتحدة. لعب مع بثلهام ستييل.